# Бентинк, Уильям, 1-й граф Бентинк
Уильям (Виллем) Бентинк, 1-й граф Бентинк, лорд Рона и Пендрехта (англ. Willem, Count Bentinck, Lord of Rhoon and Pendrecht; 6 ноября 1704 — 13 октября 1774) — голландский дворянин и политик.

## Биография
Родился 6 ноября 1704 года в Лондоне. Старший сын Уильяма Бентинка, 1-го графа Портленда (1649—1709), и его второй жены Джейн Марты Темпл (1672—1751), дочери сэра Джона Темпла.
Поскольку у него был старший брат от первого брака, Генри Бентинк, 1-й герцог Портленд (1682—1726), он не унаследовал английские владения своего отца по правилам первородства, но он и его брат Чарльз унаследовали некоторые из голландских поместий своего отца, Виллем унаследовал лордства Рон и Пендрехт, которые дали ему место в Риддершапе, поместье дворян в Штатах Голландии и Западной Фрисландии, которое стало его опорой в голландской политике Второго периода без штатгальтера в качестве сторонника Оранжизма. В 1719 году Виллем и его младший брат Чарльз были отправлены в Нидерланды, чтобы завершить свое образование под опекой Йохана Хендрика, графа Вассенара. Сначала он поступил в Лейденский университет и закончил обучение в Гааге. С 1725 по 1728 год он совершил гран-тур По странам Западной Европы. После возвращения в Нидерланды в 1727 году он заключил договорный брак с Шарлоттой Софией Альденбургской в 1733 году. Поскольку социальный статус супругов считался слишком неравным (Виллем был ниже по социальному положению), Бентинк выкупил свое возвышение до ранга имперского графа Священной Римской империи в 1732 году у германского императора. Брак не был счастливым, и жена вскоре завела любовника, что привело к фактическому разделению в 1738 году и формальному разводу в 1743 году, после чего Шарлотта попыталась вернуть себе имущество, которое она принесла в брак, которое было предоставлено Виллему.

## Революция оранжистов
Будучи оранжистом, граф Бентинк был в оппозиции к режиму в период безштатгальтерства. Он отстаивал интересы Вильгельма IV, принца Оранского, который был штатгальтером провинции Фрисландия в Голландской республике, но был лишен этого сана в большинстве других провинций. Когда Голландская республика оказалась втянутой в Войну за австрийское наследство, несмотря на свои попытки оставаться нейтральной, и французская армия успешно вторглась в страну в конце 1747 года, народ восстал против режима регентов, которые были признаны ответственными за поворот событий. Было общее требование о назначении принца на штатгальтера во всех провинциях Голландской республики и о том, чтобы эта должность передавалась по наследству по мужской и женской линии, не только фракцией оранжистов, но и демократическими агитаторами, такими как Даниэль Раап и Жан Руссе де Мисси. Будучи лидером оппозиции оранжистов в Штатах Голландии, граф Бентинк искусно манипулировал народным гневом против регентов, раздувая пламя, с одной стороны, но часто вмешиваясь, чтобы спасти регентов от насилия толпы, если это было необходимо. Он действовал как агент принца в перевороте в сентябре 1748 года, в результате которого городское правительство Амстердама было свергнуто и передано в надежные руки оранжистов. Его политические успехи сделали его фаворитом Вильгельма IV, хотя он встретил сильное сопротивление со стороны жены принца, Анны Ганноверской, королевской принцессы и принцессы Оранской, и ее фризских фаворитов при дворе штатгальтера (например, Дуве Сиртемы ван Гровестинс). Придворным удалось помешать большинству попыток Бентинка провести политическую реформу.

## Дипломатическая карьера

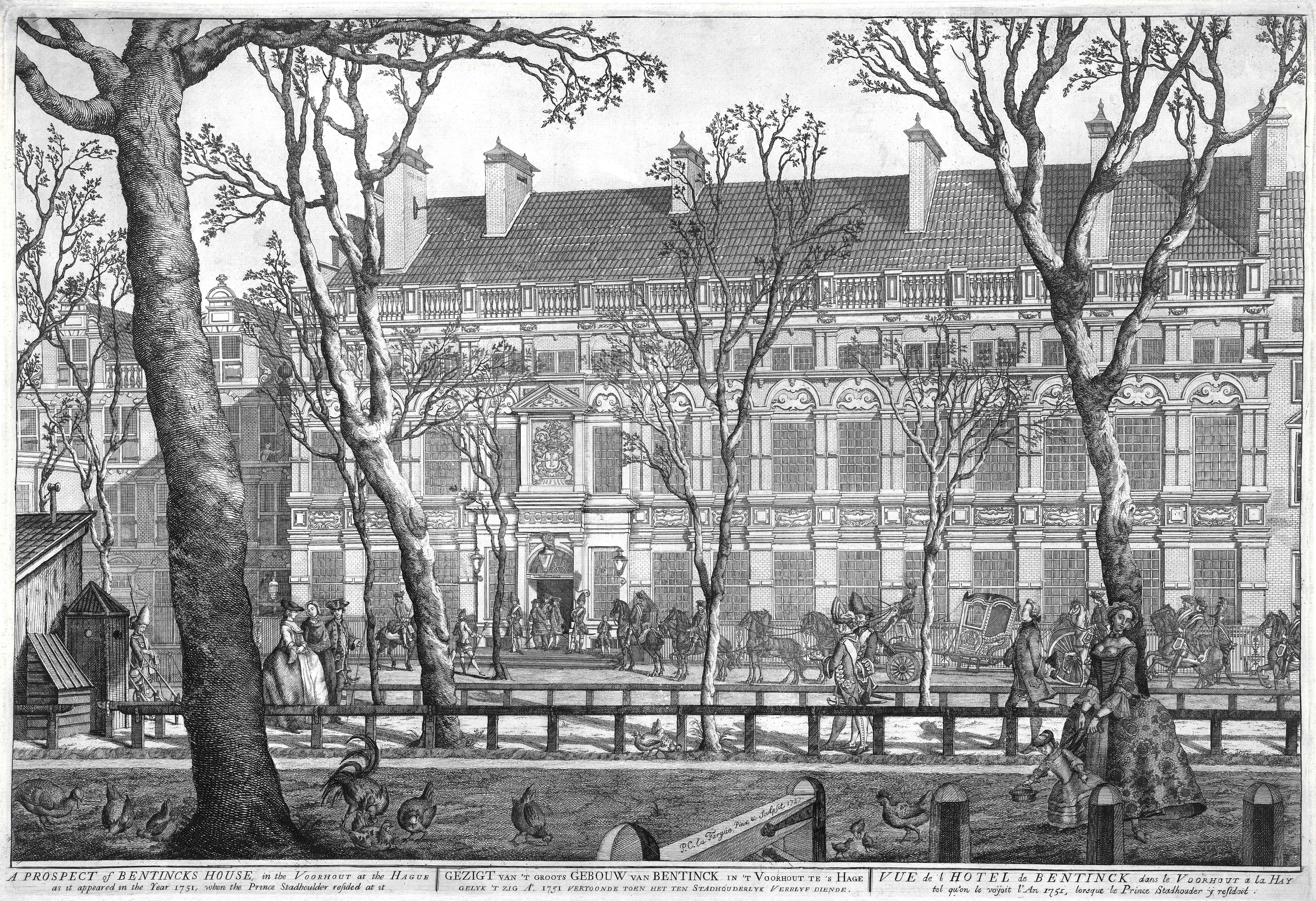
Дом Виллема Бентинка на улице Lange Voorhout Nr. 7 в Гааге. Гравюра Паулюса Константина ла Фарга 1751 года.

Виллем Бентинк был более успешен в своей дипломатической карьере, которая началась с миссии в 1747 году по координации военных усилий против Франции с Великобританией. На конгрессе в Экс-ла-Шапель (1748), где велись переговоры по одноименному мирному договору Экс-ла-Шапель (1748), Бентинк был одним из ведущих делегатов Голландской республики. Он не смог возобновить полное признание Договора о барьере Австрией, хотя Голландской республике было разрешено возобновить владение Барьерными крепостями в Австрийских Нидерландах. Во время миссии в Австрии в 1750 году он добился разрешения на назначение австрийского фельдмаршала герцога Луи Эрнеста Брауншвейг-Люнебургского, главнокомандующим голландской армии.

## Дальнейшая жизнь
После преждевременной смерти Вильгельма IV граф Бентинк сыграл важную роль в установлении регентства принцессы Анны для ее малолетнего сына Вильгельма V, принца Оранского, в качестве наследственного генерального штатгальтера в Голландской республике. Однако его отношения с принцессой и ее фаворитами оставались напряженными, и Бентинк так и не восстановил свое политическое влияние. Когда герцог Брауншвейгский приобретал все большее влияние, граф Бентинк активно выступал против него. Он открыто осудил Acte van Consulentschap, который давал герцогу фактическую власть продолжать свое «регентство» над Вильгельмом V после того, как последний достиг совершеннолетия в 1766 году. Это положило конец любым иллюзиям, которые мог иметь граф Бентинк относительно восстановления своего старого политического положения при дворе штатгальтера.

## Семья
1 июня 1733 года граф Бентинк женился на графине Шарлотте Софии фон Альденбург (4 августа 1715 — 5 февраля 1800), дочери Антона II, графа фон Альденбурга (1681—1738), и принцессы Вильгельмины Марии фон Гессен-Гомбург. У супругов было двое сыновей:
- Граф Кристиан Фредерик Энтони Бентинк (15 августа 1734 — 1 апреля 1768), отец Вильгельма Густава Фредерика Бентинка, 2-го графа Бентинка (1762—1835),
- Капитан граф Джон Альберт Бентинк (29 декабря 1737 — 23 сентября 1775), морской офицер и изобретатель-механик.